# Park Narodowy Muránska planina
Park Narodowy Muránska planina (słow. Národný park Muránska planina) – park narodowy na Słowacji, jeden z najmłodszych w tym kraju. Został utworzony 23 września 1997; rozporządzenie w tej sprawie weszło w życie 1 października 1997. Wcześniej – od 1976 r. – tereny, które obejmuje, były chronione jako obszar chronionego krajobrazu (słow. Chránená krajinná oblasť). Należy do ekoregionu lasów karpackich.

## Położenie
Park Narodowy Muránska planina obejmuje powierzchnię 20 318 ha (strefa ochronna rozciąga się na powierzchni 21 698 ha). Znajduje się w środkowej Słowacji, w zachodniej części Rudaw Słowackich, w powiatach Brezno, Rimavská Sobota i Revúca w kraju bańskobystrzyckim.
Park posiada mocno rozczłonkowane granice. Na północy sięga po dolinę Hronu na odcinku od Czerwonej Skały po miejscowość Pohorelská Maša. Na wschodzie sięga po dolinę potoku Župkov, przełęcz Javorinka i źródłowy tok rzeki Muráň. Na południu granice Parku sięgają po miejscowości Muráň i Tisovec. Na zachodzie biegną wzdłuż doliny potoku Furmanec po przełęcz Zbojská i obejmują masyw Fabowej Hali po jej zachodni przedwierzchołek Psica (1397 m n.p.m.), po czym schodzą do doliny Hronca poniżej leśniczówki Klátna.

## Geologia, geomorfologia
Wschodnią część Parku stanowi Płaskowyż Murański, zbudowany z grubych nawet do kilkuset metrów warstw skał węglanowych, głównie wapieni i dolomitów. Jest to obszar krasowy, na którym istnieje kilkaset jaskiń i studni krasowych, liczne ponory, wywierzyska i inne formy rzeźby krasowej. Najdłuższą jaskinią jest Bobačka o długości ponad 4 km. Najwyższy szczyt parku narodowego to Fabova hoľa (1439 m n.p.m.), zaś najwyższy szczyt strefy ochronnej to Stolica (1476 m n.p.m.).

## Flora

### Lasy
Przeważającą część obszaru chronionego pokrywają lasy. Zajmują one 16 409 ha (81 %) powierzchni właściwego parku oraz 14 023 ha (65 %) powierzchni strefy ochronnej. Stanowiskowe warunki rozwoju lasów w częściach południowej i północnej parku są zdecydowanie różne. Część południowa, pozostająca pod wpływem cieplejszego klimatu znad Niziny Panońskiej i budowana prawie wyłącznie skałami wapiennymi, porośnięta jest głównie lasami liściastymi, w których dominuje buk. Natomiast w części północnej, w której występują liczniej kwaśniejsze gleby, rozwinięte na podłożu krystalicznym i wyraźnie zaznacza się chłodniejszy klimat górski, występują w większości lasy iglaste, w których dominuje świerk. Według danych z 2008 r. udział poszczególnych gatunków drzew w parku wynosił: świerk - 44,7 %, buk – 38,5 %, modrzew – 3,5 %, jodła – 2,9 %, sosna – 0,9 %, inne liściaste (grab, jawor, brzost, lipy, dęby) – 7,4 %, gatunki pionierskie (jarzębina, iwa) – 1,5 %, inne – 0,6 %.      

## Fauna
Obecna duża populacja susła moręgowanego.

## Turystyka
Na terenie parku wyznakowanych zostało wiele szlaków turystycznych, udostępniających szereg najbardziej interesujących miejsc i obiektów. Przez park jest również poprowadzona ścieżka dydaktyczna imienia Jakuba Surovca. Na polanie  Nižna Kľaková znajduje się drewniany schron turystyczny (pojemność 5-6 osób) - jedyny dozwolony punkt noclegowy na terenie parku.